# Juegos Asiáticos de 1982
Los IX Juegos Asiáticos se celebraron en Nueva Delhi (India), del 19 de noviembre al 4 de diciembre de 1982, bajo la denominación Nueva Delhi 1982.

Participaron un total de 3411 deportistas representantes de 23 países miembros de la Federación para los Juegos Asiáticos. El total de competiciones fue de 147 repartidas en 21 deportes.

## Historia
Israel solicitó participar en la octava edición de los Juegos Asiáticos, pero nuevamente su solicitud fue rechazada por los organizadores debido a los incidentes en los Juegos Olímpicos de Múnich 1972. Los organizadores comentaron al respecto:

"Nadie quiere que Múnich sea repetido en Nueva Delhi"

Posteriormente, Israel es excluido permanentemente del Consejo Olímpico de Asia por "razones de seguridad".

## Medallero
| Núm. | País            | Oro | Plata | Bronce | Total |
| ---- | --------------- | --- | ----- | ------ | ----- |
| 1    | China           | 61  | 51    | 41     | 153   |
| 2    | Japón           | 57  | 52    | 44     | 153   |
| 3    | Corea del Sur   | 28  | 28    | 37     | 93    |
| 4    | Corea del Norte | 17  | 19    | 20     | 56    |
| 5    | India           | 13  | 19    | 25     | 57    |
| 6    | Indonesia       | 4   | 4     | 7      | 15    |
| 7    | Irán            | 4   | 4     | 4      | 12    |
| 8    | Pakistán        | 3   | 3     | 5      | 11    |
| 9    | Mongolia        | 3   | 3     | 1      | 7     |
| 10   | Filipinas       | 2   | 3     | 9      | 14    |
| 11   | Irak            | 2   | 3     | 4      | 9     |
| 12   | Tailandia       | 1   | 5     | 4      | 10    |
| 13   | Kuwait          | 1   | 3     | 3      | 7     |
| 14   | Siria           | 1   | 1     | 1      | 3     |
| 15   | Malasia         | 1   | 0     | 3      | 4     |
| 16   | Singapur        | 1   | 0     | 2      | 3     |
| 17   | Afganistán      | 0   | 1     | 0      | 1     |
| 18   | Líbano          | 0   | 0     | 1      | 1     |
| 18   | Brunéi          | 0   | 0     | 1      | 1     |
| 18   | Hong Kong       | 0   | 0     | 1      | 1     |
| 18   | Catar           | 0   | 0     | 1      | 1     |
| 18   | Vietnam         | 0   | 0     | 1      | 1     |
| TOT  |                 | 199 | 199   | 215    | 613   |

| Predecesor: Bangkok 1978 | IX Juegos Asiáticos 1982 | Sucesor: Seúl 1986 |